# San Francisco (Be Sure to Wear Flowers in Your Hair)
Pour les articles homonymes, voir San Francisco (homonymie).
Clip vidéo
[vidéo] « Scott McKenzie - San Francisco », sur YouTube
[vidéo] « Scott McKenzie - San Francisco - Monterey 1967 (live) », sur YouTube
[vidéo] « Roch Voisine - San Francisco », sur YouTube
Pistes de The Voice of Scott McKenzie
Like an Old Time Movie
San Francisco (Be Sure to Wear Flowers in Your Hair) (San Francisco, Sois Certain D'avoir Quelques Fleurs Dans Tes Cheveux, en anglais) est une chanson américaine pop folk pop psychédélique, de l'auteur-compositeur John Phillips, enregistrée en single par Scott McKenzie, extrait de son album The Voice of Scott McKenzie de 1967,, un des plus importants succès internationaux de sa carrière.
Vendu à plus de 7 millions d'exemplaires dans le monde, ce tube de l'été de promotion du festival international de musique pop de Monterey en Californie de 1967, devient une des icônes du Summer of Love (Été de l'Amour) et du « Flower Power » (Pouvoir des Fleurs) de 1967, et du mouvement hippie des années 1960 et années 1970, avec pour épicentre le quartier emblématique de Haight-Ashbury de San Francisco.

## Histoire
John Phillips fonde  le groupe pop folk The Journeymen (en) en 1964, avec son ami Scott McKenzie, puis le groupe The Mamas and the Papas en 1966. Il écrit et compose cette chanson pop folk pop psychédélique sur le thème du « Summer of Love » et du « Flower Power » du mouvement hippie en vogue de l'époque « Si tu vas à San Francisco, sois certain d'avoir quelques fleurs dans tes cheveux, si tu vas à San Francisco, tu y rencontreras des gens gentils, pour ceux qui viennent à San Francisco, l'été y sera une saison d'amour, dans les rues de San Francisco, il y a des gens gentils avec des fleurs dans les cheveux... ».
Le titre est enregistré en Californie en 1967 par Scott McKenzie (chant et guitare), John Phillips (guitare et sitar), Joe Osborn (guitare basse), Gary Lynn Coleman (cloches et carillons), et Hal Blaine (batterie et percussions). 
Ce tube international est vendu à plus de sept millions d'exemplaires dans le monde (liste des singles les plus vendus), et se classe en particulier à la quatrième place du Billboard Hot 100 américain et en tête des charts de nombreux pays européens, dont le Royaume-Uni. 
Cette chanson inspire entre autres le grand succès San Francisco de Maxime Le Forestier, de son premier album de 1972. 

## Reprises et adaptations

### Reprises
Ce titre est repris par de nombreux interprètes, dont : 
- 1967 : Petula Clark, sur l'album These Are My Songs (en) ;
- 2001 : Me First and the Gimme Gimmes, sur Blow in the Wind (en)[5] ;
- 2005 : Global Deejays, sur l'album Network ;
- 2009 : PH Electro , en single remix ;
- 2010 : Roch Voisine, album Americana III (en) ;
- 2014 : New Order, lors d'un concert au Bill Graham Civic Auditorium de San Francisco de juillet[6].

### Adaptations
- 1967 : Johnny Hallyday, sous le titre San Francisco, titre phare d'un super 45 tours, adaptation française de Georges Aber[7],[8], avec deux enregistrements lives en public : Palais des sports 1967[9] et Johnny Hallyday Live Grenoble 1968 (inédit jusqu'en 2012)[10].

## Au cinéma
- 1968 : Monterey Pop, de Donn Alan Pennebaker, documentaire sur du festival international de musique pop de Monterey de 1967
- 1988 : Frantic, de Roman Polanski, avec Harrison Ford
- 1994 : Forrest Gump, de Robert Zemeckis, avec Tom Hanks[11]
- 1996 : Rock, de Michael Bay, avec Sean Connery et Nicolas Cage